# Dorogobuzh
Dorogobuzh (ruso: Дорогобу́ж; lituano: Dorogobužas; polaco: Dorogobuż) es una ciudad rusa, capital del raión homónimo en la óblast de Smolensk.
En 2021, la ciudad tenía una población de 9202 habitantes.
Se ubica a orillas del río Dniéper, unos 60 km al este de Smolensk.

## Historia
Según la historiografía local, la ciudad fue fundada en el siglo XII por el príncipe Rostislav de Smolensk, para defender sus tierras de los ataques de Sviatoslav Ólgovich. Su topónimo procede del asentamiento de Dorohobuzh en Volinia. Desde mediados del siglo XIII quedó vinculada a Viazma, junto con la cual se integró en el Gran Ducado de Lituania en 1403. Desde finales del siglo XV fue una zona de conflicto en las guerras moscovito-lituanas, hasta quedar integrada en el Principado de Moscú desde la guerra de 1500-1503. Desde la guerra polaco-rusa (1605-1618) fue una zona de disputa controlada en diversos períodos por la República de las Dos Naciones y el Zarato ruso, quedando definitivamente bajo control ruso desde el tratado de Andrúsovo de 1667. En el siglo XX la ciudad se industrializó y actualmente alberga una importante fábrica de fertilizantes.

## Clima
| Parámetros climáticos promedio de Dorogobuzh | Parámetros climáticos promedio de Dorogobuzh | Parámetros climáticos promedio de Dorogobuzh | Parámetros climáticos promedio de Dorogobuzh | Parámetros climáticos promedio de Dorogobuzh | Parámetros climáticos promedio de Dorogobuzh | Parámetros climáticos promedio de Dorogobuzh | Parámetros climáticos promedio de Dorogobuzh | Parámetros climáticos promedio de Dorogobuzh | Parámetros climáticos promedio de Dorogobuzh | Parámetros climáticos promedio de Dorogobuzh | Parámetros climáticos promedio de Dorogobuzh | Parámetros climáticos promedio de Dorogobuzh | Parámetros climáticos promedio de Dorogobuzh |
| Mes                                          | Ene.                                         | Feb.                                         | Mar.                                         | Abr.                                         | May.                                         | Jun.                                         | Jul.                                         | Ago.                                         | Sep.                                         | Oct.                                         | Nov.                                         | Dic.                                         | Anual                                        |
| -------------------------------------------- | -------------------------------------------- | -------------------------------------------- | -------------------------------------------- | -------------------------------------------- | -------------------------------------------- | -------------------------------------------- | -------------------------------------------- | -------------------------------------------- | -------------------------------------------- | -------------------------------------------- | -------------------------------------------- | -------------------------------------------- | -------------------------------------------- |
| Temp. máx. media (°C)                        | -4.7                                         | -3.9                                         | 1.6                                          | 10.7                                         | 17.2                                         | 20.3                                         | 23                                           | 21.4                                         | 15.7                                         | 8.4                                          | 2.2                                          | -1.9                                         | 9.2                                          |
| Temp. media (°C)                             | -6.8                                         | -6.4                                         | -1.7                                         | 6.3                                          | 13                                           | 16.5                                         | 19.2                                         | 17.6                                         | 12.2                                         | 5.8                                          | 0.4                                          | -3.7                                         | 6                                            |
| Temp. mín. media (°C)                        | -9.2                                         | -9.3                                         | -5.4                                         | 1.2                                          | 7.7                                          | 11.7                                         | 14.6                                         | 13.3                                         | 8.4                                          | 3.2                                          | -1.5                                         | -5.8                                         | 2.4                                          |
| Precipitación total (mm)                     | 51                                           | 45                                           | 44                                           | 45                                           | 76                                           | 83                                           | 91                                           | 80                                           | 65                                           | 69                                           | 55                                           | 50                                           | 754                                          |
| Fuente:                                      |                                              |                                              |                                              |                                              |                                              |                                              |                                              |                                              |                                              |                                              |                                              |                                              |                                              |